# Rindermarkthalle St. Pauli
De Rindermarkthalle St. Pauli is een overdekt winkelcentrum in een voormalige overdekte veemarkt in de wijk St. Pauli in de Duitse stad Hamburg.

## Ligging
Het winkelcentrum is gelegen in de Karolinenviertel, in de noordwesthoek van het Heiligengeistfeld, in het stadsdeel St. Pauli in Hamburg, Aan de westkant is het gelegen aan de Neuer Pferdemarkt en aan de noordzijde de Neuer Kamp. De oostkant en de zuidzijde grenzen aan sportaccommodaties. Rondom het complex zijn parkeerplaatsen en is er een parkeergarage. Het complex is ook goed bereikbaar met de metro, via het station Feldstrasse.

## Geschiedenis
Al in 1862 werden op het Heiligengeistfeld runderen en schapen verhandeld. Vanaf 1888 stond op de huidige locatie van de St. Pauli Rindermarkthalle een grote markthal, waar plaats was voor 2.500 runderen en 5.000 schapen. Het maakte deel uit van een groep gebouwen tussen de Sternschanzenbahnhof en het Heiligengeistfeld. De veemarkthal en het nieuwe centrale slachthuis, gebouwd tussen 1889 en 1892, werden tijdens de Tweede Wereldoorlog grotendeels verwoest door luchtbombardementen.
Na het einde van de oorlog, werd het slachthuis herbouwd en eind juni 1950 startte de bouw van de huidige hal, waarvan de plattegrond en locatie overeenkomen met het vorige gebouw. De buitenvorm van de hal is vormgegeven als een cirkelvormig ringdeel. De gebogen gevel op het noorden is 155 m lang, de gebogen achterkant op het zuiden is 100 m. De bouwdiepte bedraagt 110 m. De buitenhoogte bedraagt 12,50 m, de interne vrije hoogte bedroeg destijds 9 m. Vier stalen kolommen binnen ondersteunen het dak van de hal. Het interieur van de hal is ontworpen als een aaneengesloten marktgebied met ruimte voor maximaal 2.500 runderen en circa 5.000 schapen. Naast een overdekte veemarktruimte zou de hal ook gebruikt kunnen worden voor grote evenementen zoals bijeenkomsten met maximaal 25.000 tot 30.000 personen, sportevenementen of tentoonstellingen. Aan de binnenkant is langs de noordgevel een 10 meter brede bovenverdieping aangebracht op 7 meter hoogte, bedoeld voor kantoren en functionele ruimtes. In het midden van de gevel en in de zuidwest- en zuidoosthoeken van het gebouw bevinden zich torenachtige trappen die naar de bovenverdieping leiden.
De buitengevel werd gemetseld met rode hardbakkende bakstenen en ter hoogte van de begane grond en de bovenverdiepingen werden in de voor- en zijvleugels strookramen geplaatst. Ook op het dak zorgden tien rijen ramen voor daglichttoetreding. Talrijke stalen poorten leidden naar binnen. De twee trappen aan de voorzijde hebben grote ramen en zijn versierd met keramische reliëfafbeeldingen van Ernst Hanssen met taferelen op de veemarkt. Toen de hal op 16 juni 1951 werd geopend, werd deze beschouwd als de grootste zelfdragende halconstructie van Europa.
In 1972 werd het gebruik van het pand als veemarkt beëindigd. In de hal werd een parkeerdek gebouwd en er werd een hypermarkt gevestigd. De eerste exploitant was de Hamburgse Konsumgenossenschaft Produktion. Daarna probeerden een reeks andere exploitanten om het succesvol te exploiteren, waaronder Co op, Plaza, Interspar, Hyperdiscount, Intermarché, Conti, Walmart en ten slotte Real. Op 22 mei 2010 stopte Real de exploitatie van de hypermarkt.
Vanaf september 2011 bleef de toekomst van het pand onduidelijk; Vertegenwoordigers van het district Hamburg-Mitte en bewoners maakten ruzie over verder gebruik. Het districtsbestuur, gesteund door concertaanbieders, was aanvankelijk van plan om het om te bouwen tot een muziekzaal met een capaciteit van ongeveer 4.000 toeschouwers. Bewonersinitiatieven organiseerden verzet. Ze vreesden een verdere commercialisering en toename van de evenementen in het gebied, met als gevolg toenemende geluidsoverlast en ruimtegebrek. Ze hadden ook kritiek op de gebruiksplannen vanwege het gebrek aan betaalbare woningen. Vanwege de grote weerstand van omwonenden, werden de plannen voor een muziekzaal afgeblazen en vanaf het najaar van 2010 probeerden bewonersinitiatieven hun eigen toekomst te plannen. Vanaf november 2010 richtten de wijkplannen zich op lokale voedselvoorziening voor burgers en een markthal. In september 2011 werd uiteindelijk besloten om het gebouw om te bouwen tot een markthal met verhuurbare ruimtes voor wijkinitiatieven op de bovenverdieping. Edeka Nord sloot voor het gehele pand een huurovereenkomst van 10 jaar met de stad.
De renovatie van het gebouw duurde tot kort voor de opening van de Rindermarkthalle St. Pauli. De kosten voor de binnenwerkzaamheden kwamen voor rekening van Edeka Nord en bedroegen ruim € 14 miljoen. De kosten voor de buitenrenovatie, die ongeveer € 11 miljoen bedroegen, werden gedragen door de gemeentelijke Sprinkenhof GmbH. Bij de renovatie moest rekening worden gehouden met de eisen van monumentenbescherming. Het trapeziumvormige plaatmetaal werd van de buitengevel verwijderd om het metselwerk bloot te leggen. Aan de noordelijke hoofdgevel zijn twee nieuwe hoofdingangen toegevoegd. De reliëfs van Ernst Hanssen werden opnieuw verwerkt. De bakstenen muren werden schoongemaakt en opnieuw gevoegd. De gewapende betondelen en de stalen dakconstructie gerenoveerd. Ook het dak kreeg een nieuwe bekleding en de dakramen werden van nieuw glas voorzien. Het parkeerdek dat begin jaren zeventig werd toegevoegd, bleef behouden en de oostzijde van het gebouw kreeg een tweede oprit naar dit dek.
Bij de renovatie zijn alle technische installaties (ventilatie, leidingen, verwarming) vervangen. Binnen werd de sfeer van de industriële hal bereikt door middel van staal en hout, een vloer van industriële dekvloeren, industrieel gips of kale muren en zichtbare ventilatiebuizen onder het plafond.

## Gebruik
Het complex met een oppervlakte van bijna 15.000 m² biedt onderdak aan ongeveer 30 winkels en restaurants. De ruimten op de verdieping worden voornamelijk verhuurd aan wijk gebonden initiatieven. De ankerhuurders zijn de supermarkten Edeka en Aldi en drogisterij Budnikowsky.

## Eigendom en Beheer
Het project werd ontwikkeld door Edeka Handelsgesellschaft Nord mbH en de projectontwikkelaar Maßmann & Co. Handelsimmobilien GmbH. De stad Hamburg is eigenaar en heeft het complex voor lange tijd verhuurd aan Edeka, die ook het beheer van het complex op zich neemt.